# Виршолц (комуна)
Виршолц (рум. Vârșolț) — комуна у повіті Селаж в Румунії. До складу комуни входять такі села (дані про населення за 2002 рік):
- Виршолц (1717 осіб) — адміністративний центр комуни
- Реча (570 осіб)
- Реча-Міке (170 осіб)

Комуна розташована на відстані 394 км на північний захід від Бухареста, 10 км на захід від Залеу, 70 км на північний захід від Клуж-Напоки.

## Населення
За даними перепису населення 2002 року у комуні проживали 2457 осіб.
Національний склад населення комуни:
| Національність            | Кількість осіб | Відсоток |
| ------------------------- | -------------- | -------- |
| угорці                    | 1576           | 64,1%    |
| румуни                    | 795            | 32,4%    |
| цигани                    | 84             | 3,4%     |
| німці                     | 1              | < 0,1%   |
| не вказали національність | 1              | < 0,1%   |

Рідною мовою назвали:
| Мова                  | Кількість осіб | Відсоток |
| --------------------- | -------------- | -------- |
| угорська              | 1574           | 64,1%    |
| румунська             | 795            | 32,4%    |
| циганська             | 86             | 3,5%     |
| німецька              | 1              | < 0,1%   |
| не вказали рідну мову | 1              | < 0,1%   |

Склад населення комуни за віросповіданням:
| Релігія        | Кількість осіб | Відсоток |
| -------------- | -------------- | -------- |
| реформати      | 1441           | 58,6%    |
| православні    | 822            | 33,5%    |
| баптисти       | 85             | 3,5%     |
| римо-католики  | 47             | 1,9%     |
| греко-католики | 15             | 0,6%     |
| адвентисти     | 11             | 0,4%     |
| унітарії       | 1              | < 0,1%   |
| не релігійні   | 1              | < 0,1%   |